# تیرانا
تیرانا پایتخت کشور آلبانی و یکی از بزرگترین شهرهای این کشور است.
این شهر در اوایل سدهٔ ۱۱ق. /۱۷م. یعنی در دورهٔ عثمانی بنیاد شده.
سلیمان پاشا برکین‌زاده (درگذشتهٔ ۱۰۲۴/۱۶۱۶ در نبردی در ایران) اهل یکی از روستاهای نزدیک، با برپایی یک مسجد، یک اطعام‌خانه («عمارت»)، یک حمام و چند دکان بنای هستهٔ اولیه شهر را آغاز کرد.

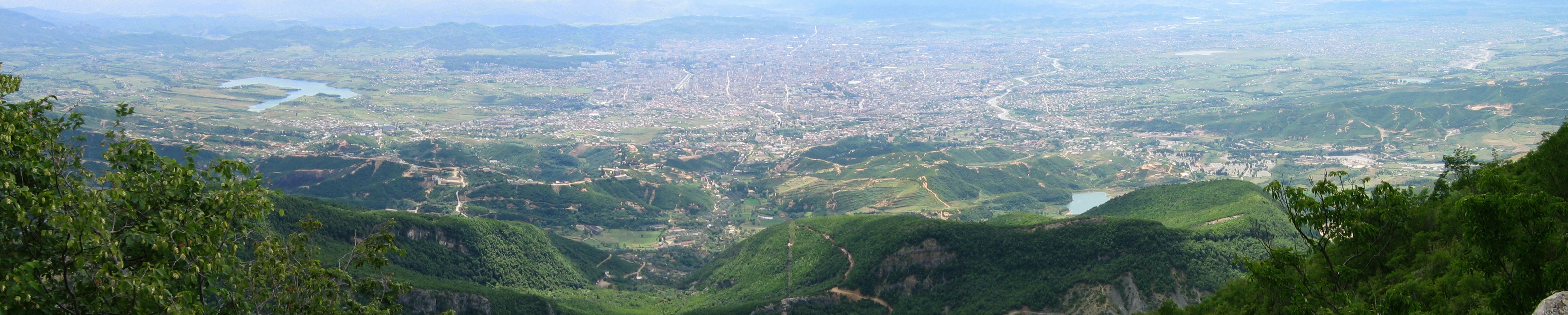
چشم‌انداز تیرانا از کوهستان دایتی